# Ferdinand Marcos Jr.
Ferdinand Imanuel Romualdez Marcos Jr., cunoscut și sub numele de Bongbong Marcos, (n. 13 septembrie 1957, San Juan⁠(d), Filipine) este un politician filipinez, membru al Partidului Federal din Filipine⁠(d). În prezent, el este președintele Filipinelor (din 30 iunie 2022).